# Myotis australis
Myotis australis — вид роду Нічниця (Myotis).

## Поширення, поведінка
Типовий зразка M. australis був зібраний в дев'ятнадцятому столітті з Нового Південного Уельсу, Австралія.